# James Cameron
Pour les articles homonymes, voir James Cameron (missionnaire) et Cameron.
James Cameron [ d͡ʒeɪmz ˈkæmɹən], né le 16 août 1954 à Kapuskasing (Canada), est un réalisateur, scénariste, producteur et explorateur de fonds marins canadien et néo-zélandais qui habite la Nouvelle-Zélande. 
Il a réalisé et écrit les films Terminator (1984), Aliens, le retour (1986), Abyss (1989), Terminator 2 : Le Jugement dernier (1991), True Lies (1994), Titanic (1997), Avatar (2009), Avatar : La Voie de l'eau (2022) et Avatar : De Feu et de Cendres (2025).
En 1997, il bat un record avec Titanic, film doté d'un budget estimé à 200 millions de dollars qui se consacre au célèbre naufrage du navire éponyme. Immense succès planétaire, le film est restera pendant onze ans le plus gros succès du box-office mondial. En 1998, lors de la 70e cérémonie des Oscars, l'œuvre remporte un total de 11 statuettes, dont l'Oscar du meilleur film, tandis que Cameron obtient l'Oscar du meilleur réalisateur pour la première fois de sa carrière.
Le cinéaste bat son propre record en 2009, avec Avatar, film de science-fiction dont le budget est estimé à près de 400 millions de dollars, détrônant Titanic en tant que plus grand succès du box-office mondial en 2010. Avec ses plus de 2,9 milliards de dollars de recettes, le film est encore au premier rang des plus grands succès aujourd'hui. Le long-métrage, louangé pour la qualité de ses effets visuels, obtient six nominations pour la 82e cérémonie des Oscars, dont celles pour l'Oscar du meilleur réalisateur pour James Cameron et pour l'Oscar du meilleur film.
En 2022 sort la suite d'Avatar, Avatar : La Voie de l'eau. Le film, doté d'un  budget estimé semblable à son prédécesseur, explose à son tour le box-office d'une industrie affaiblie depuis la pandémie de COVID-19, et dépasse également Titanic, engrangeant 2,3 milliards de dollars dans le monde. En 2025, le troisième Avatar, Avatar : De Feu et de Cendres, devrait sortir. Avatar 4 et 5 sont, quant à eux, planifiés respectivement pour 2029 et 2031.
Cameron a énoncé son souhait de s'éloigner de Pandora entre le troisième et le quatrième film de la saga, afin de se consacrer à d'autres projets, dont les adaptations des livres Ghosts of Hiroshima de Charles Pellegrino et The Devils de Joe Abercrombie. 
Il possède sa propre société de production : Lightstorm Entertainment. Il a également participé à la création de la société d'effets spéciaux Digital Domain.
Une étoile porte son nom sur l'Allée des célébrités canadiennes depuis 2008 ainsi que sur le Hollywood Walk of Fame depuis 2009.

## Biographie

### Jeunesse
James Francis Cameron [ d͡ʒeɪmz ˈfɹænsɪs ˈkæmɹən], fils de Phillip, ingénieur électricien, et Shirley, artiste, est né et a passé sa jeunesse au Canada, près des chutes du Niagara. Il a deux frères et deux sœurs. En 1971, il déménage à Brea (Californie), États-Unis, où il sera diplômé de physique à l'université d'État de Californie. Mais ses premiers gagne-pain seront mécanicien et conducteur de camions car il nourrit une tout autre ambition : le cinéma. Son premier court métrage Xenogenesis est financé par un consortium de dentistes.
Il officie alors comme réalisateur, producteur, coscénariste, monteur, directeur de la photographie, maquettiste et superviseur des effets spéciaux. Cette expérience lui permet de se faire remarquer en 1980 par Roger Corman qui l'engage dans sa compagnie New World Picture.
James Cameron travaille alors principalement sur les effets spéciaux avant d'être nommé directeur artistique sur Les Mercenaires de l'espace puis directeur de la photographie et réalisateur de deuxième équipe sur La Galaxie de la terreur. Il travaille également aux effets spéciaux de New York 1997 de John Carpenter.
Remarqué, il est nommé réalisateur de Piranha 2 : Les Tueurs volants, une coproduction italo-américaine faisant suite à Piranhas de Joe Dante. Les relations entre James Cameron et le producteur Ovidio G. Assonitis se dégradent, tant et si bien que celui-ci lui retire le contrôle artistique du film. James Cameron tente bien de pénétrer par effraction, la nuit, dans la salle de montage mais ses modifications sont systématiquement écartées par le producteur. Bien qu'étant crédité comme réalisateur, il reniera le film (souvent absent de ses filmographies officielles). Comme la plupart de ses œuvres suivantes, il existe deux versions du film, celle du producteur, la plus répandue, et le très rare remontage du réalisateur, exploité autrefois aux États-Unis en vidéo et disque laser.

### 1984:Terminator

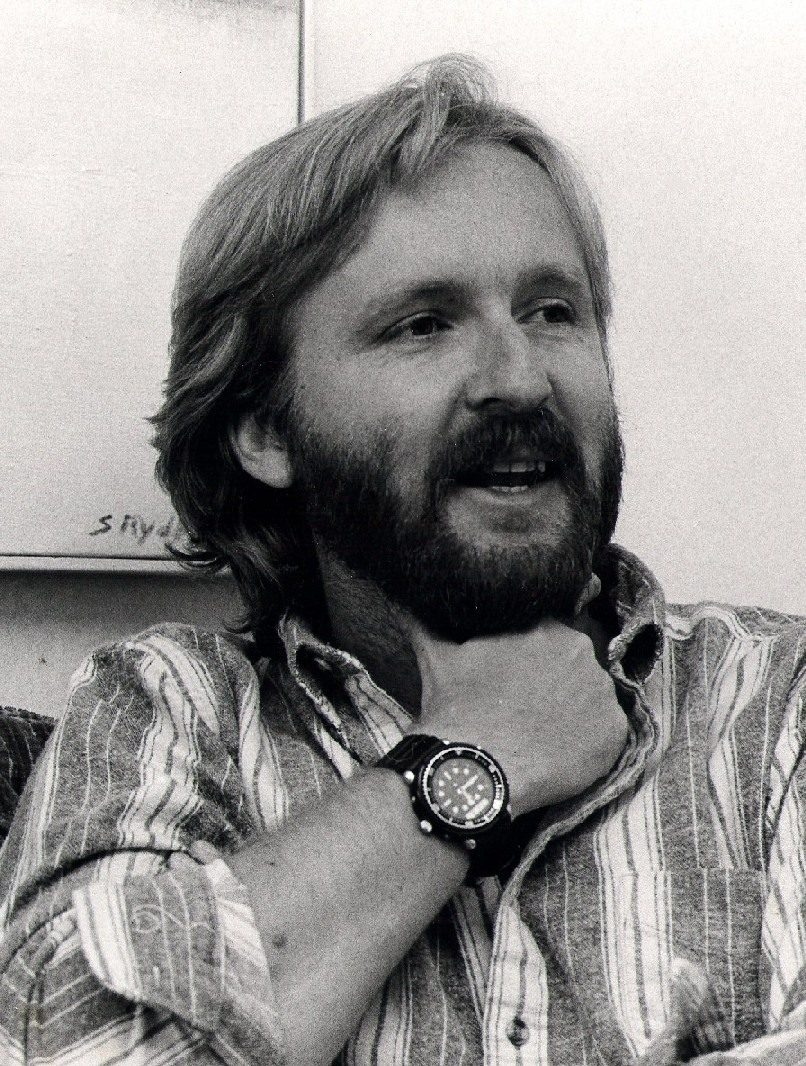
James Cameron en septembre 1988.

En 1984, sur les cendres de son premier film, Cameron entame l'écriture du scénario de Terminator. Pour cela, il s'inspire des épisodes Le soldat et La main de verre de la série Au-delà du réel. Harlan Ellison, le scénariste des épisodes, le poursuivra en justice pour plagiat de la série. Tourné pour 6 millions de dollars, Terminator en rapportera 80 millions. Le film est produit par Gale Anne Hurd, qui devient ensuite sa femme. Mais bien avant cet immense succès, Hollywood l'avait remarqué, et les sollicitations se multiplient. Avant de tourner Terminator, il écrit la première mouture de Rambo 2 : La Mission, réécrit ensuite par Sylvester Stallone.
Pour la société de production Brandywine, il écrit Aliens, le retour en s'inspirant des événements de la Guerre du Viet Nam pour écrire les personnages des Marines et du film Des monstres attaquent la ville. Il se voit proposé l'opportunité de réaliser le film lui-même, à la suite du succès de Terminator. C'est sur ce tournage, dans les Pinewood Studios en Angleterre, qu'il se mettra à dos les techniciens, les traitant de « syndicalistes fainéants », ceux-ci se vengeant en arborant des tee-shirts « je peux tout supporter : j'ai travaillé avec James Cameron ». Il renverra le premier directeur de la photographie, assurant lui-même la fonction avant qu'un remplaçant n'arrive. Finalement le film est un succès qui le conforte dans sa position de nouveau génie d'Hollywood, et lui permet de monter avec Gale Anne Hurd un nouveau projet, Abyss.
Pour tourner Abyss, James Cameron se donnera les moyens de ses ambitions : budget hollywoodien, tournage dans une centrale nucléaire en cours de construction noyée par plus de 26 000 m3 d'eau, invention (avec son frère Mike) de caméras révolutionnaires pour filmer sous l'eau, effets spéciaux en images de synthèse dernier cri. Il pousse ses acteurs à bout, dans des conditions de tournage déjà éprouvantes (Ed Harris craquera à plusieurs reprises et Mary Elizabeth Mastrantonio quittera définitivement le plateau après le tournage de la scène de sa résurrection). Pourtant le film ne recevra qu'un accueil mitigé (1989).
À cette époque, il a déjà eu deux épouses. La troisième sera Kathryn Bigelow, réalisatrice au style assez violent, dont le goût pour les scènes d'action musclées et les personnages de femmes fortes la rapprochent indéniablement de son mari. Celui-ci produira pour elle Point Break et Strange Days, tout en co-écrivant également ces deux films, bien qu'il ne soit pas crédité à l'écran pour le premier. Son prochain projet personnel sera Terminator 2 : Le Jugement dernier, suite des aventures de Sarah Connor campée par Linda Hamilton, qui deviendra plus tard sa quatrième épouse. Comme il l'avait prouvé avec ses films précédents, James Cameron est un pionnier des images de synthèse, repoussant toujours plus loin les limites du possible. Terminator 2 n'y fera pas exception. Pour un budget record à l'époque de 100 millions de dollars, cette nouvelle association avec Arnold Schwarzenegger rapportera plus de 500 millions de dollars à travers le monde, tant et si bien que lorsque l'acteur essuie un de ses premiers échecs avec Last Action Hero, c'est tout naturellement qu'il se tournera vers son réalisateur fétiche pour redorer son blason.
Après la tentative avortée de monter un film autour du personnage de Spider-Man, avec l'Autrichien dans le rôle du super-vilain, la troisième collaboration entre les deux hommes sera finalement True Lies, remake de la comédie française La Totale ! de Claude Zidi. Bénéficiant d'un budget bien supérieur, le film de James Cameron multiplie les scènes d'actions, dans une ambiance tranchant avec le reste de sa filmographie. Une partie des effets spéciaux numériques est pour la première fois assurée par Digital Domain, compagnie qu'il a fondée en 1993, et qu'il quittera en 1998.

### 1997:Titanic

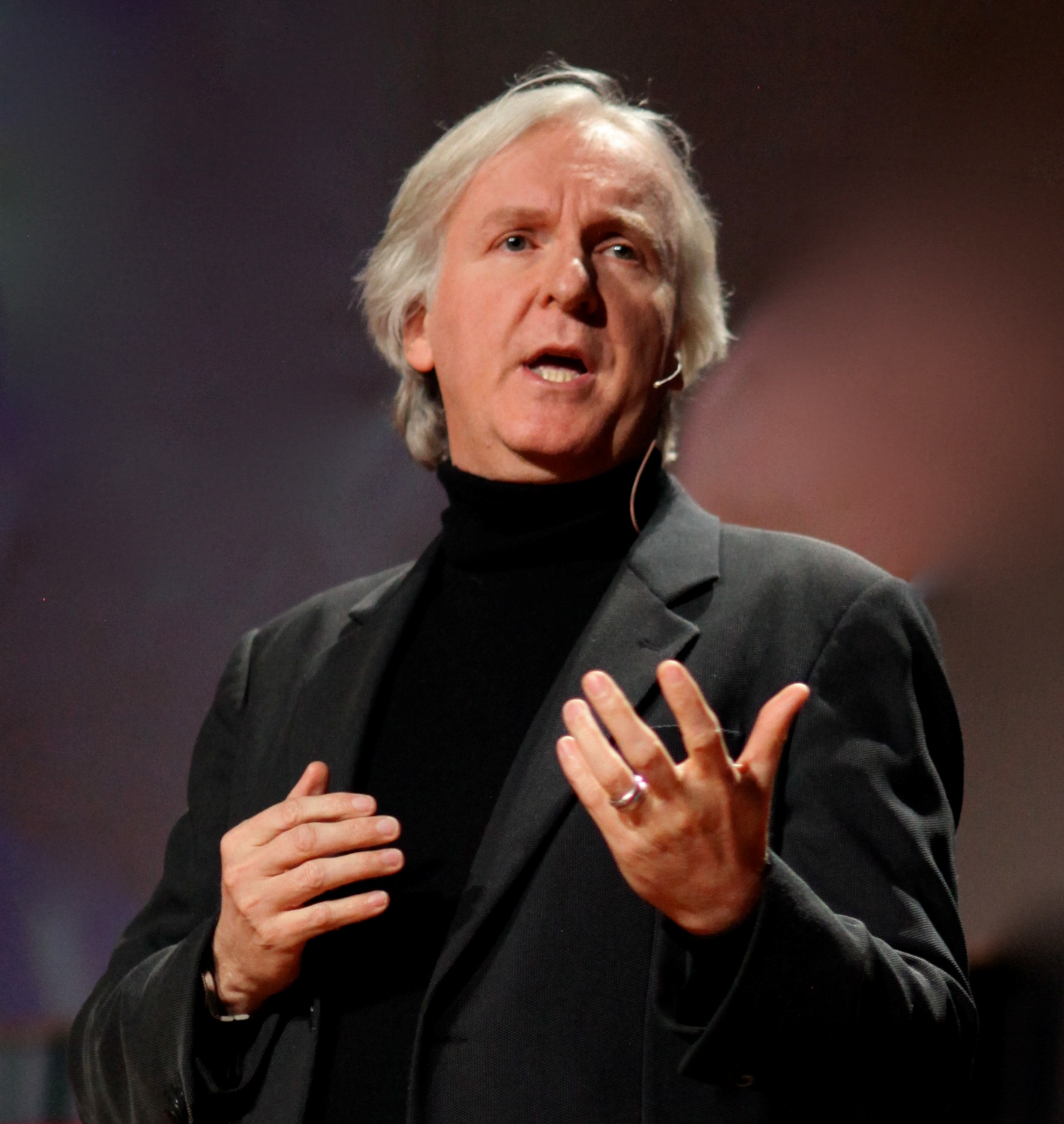
James Cameron en 2010

Après une décennie passée à révolutionner les effets spéciaux et à monter des projets toujours plus novateurs, James Cameron n'est toujours pas comblé. Lors de la production d'Abyss, il a accumulé une abondante documentation à propos du destin tragique du Titanic. L'idée a fait son chemin, et il s'attelle à réaliser ce qui s'avèrera être le film de tous les excès. Coproduit par deux studios « frères ennemis », 20th Century Fox et Paramount Pictures, le film, budgété à 150 millions de dollars, en coûtera finalement plus de 200, un nouveau record, soit plus que le prix qu'avait coûté la fabrication du Titanic en son temps, le paquebot étant reconstruit presque à l'identique. De nombreuses rumeurs circuleront sur ce film, notamment qu'il sera un gouffre financier, menant à une faillite certaine les deux studios qui en assurent le financement. James Cameron sera d'ailleurs obligé de sacrifier son salaire de réalisateur et son intéressement aux recettes afin de prouver sa foi dans le projet. Finalement, Titanic devient à sa sortie le plus gros succès de l'histoire du cinéma avec plus de 1,8 milliard de dollars de recettes et le réalisateur en sera largement récompensé, financièrement d'abord, mais aussi par onze oscars dont trois pour lui-même (seuls Ben-Hur et Le Retour du Roi en ont obtenu autant).
Par la suite, James Cameron décide d'élargir ses visées avec la série télévisée Dark Angel pour commencer, qu'il produit et dont il réalise l'épisode final, puis avec une série de documentaires : Les Fantômes du Titanic dans lequel il expérimente le tournage en trois dimensions, Expedition: Bismarck sur un autre naufrage célèbre, Aliens of the Deep sur les étranges créatures des fonds sous-marins, et Volcans des abysses. Il fut même question qu'il embarque à bord d'un Soyouz russe à destination de la station Mir, épopée qu'il n'aurait sans doute pas manqué de filmer. En outre, il produira le film Solaris pour Steven Soderbergh, en sa qualité d'expert en science-fiction et en effets spéciaux.
En mai 2006, James Cameron revend à la firme d'investissement WyndCrest (dont fait notamment partie le réalisateur Michael Bay) Digital Domain, la compagnie spécialisée dans les effets spéciaux en images de synthèse qu'il avait cofondée avec son collaborateur de longue date Stan Winston. Depuis sa création en 1993, Digital Domain aura notamment contribué à Apollo 13, Armageddon, Le Jour d'après, I, Robot ou encore L'Étrange Histoire de Benjamin Button, oscar des meilleurs effets spéciaux en 2009.

### 2009: Le phénomèneAvatar

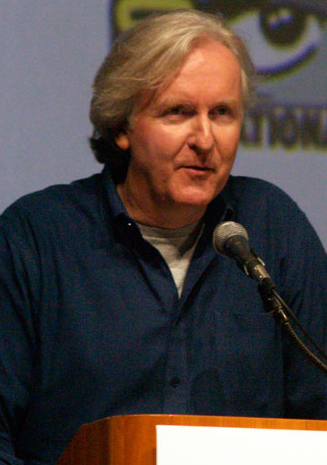
Cameron au Comic-Con 2009 en train de promouvoir Avatar

En 2009, il réalise le nouveau film le plus cher de l'histoire, Avatar, basé sur un scénario qu'il avait écrit au début des années 1990, mais qu'il n'avait pu tourner pour des raisons techniques. En effet, la rumeur de l'époque voulait que ce film nécessite la mise au point de personnages en images de synthèse photoréalistes (le titre sous-entend que ces trompe-l'œil seraient au cœur de l'histoire), chose alors impossible. C'est en découvrant le personnage en synthèse de Gollum du Seigneur des Anneaux de Peter Jackson que Cameron se sent enthousiaste pour réaliser avec des effets spéciaux novateurs Avatar. Le long métrage de 2h42 sort en France le 16 décembre 2009. Douze ans après Titanic, Avatar devient le plus gros succès du réalisateur. Il pulvérise aussi son propre record de recettes avec plus de 2,8 milliards de dollars d'aujourd'hui et prend donc la place de Titanic dans le box office mondial.
Fin août 2010, Avatar est de retour dans les salles de cinéma. En effet, cette « édition spéciale » comprend des scènes supplémentaires, au total neuf minutes complémentaires au film de départ.

### 2012:Challenger Deep
Le 26 mars 2012, à bord du mini sous-marin Deepsea Challenger, James Cameron a exploré en solo plusieurs heures durant, le site le plus profond connu de la croûte terrestre, dans la fosse des Mariannes dans l'océan Pacifique, nommé Challenger Deep. Il a établi un record de profondeur en solitaire, par 10 898 mètres de fond à 7 h 52 heure locale, soit dimanche 25 mars 2012 à 21 h 52 UTC,,. Toutefois, dès 1960, l'explorateur océanographe suisse Jacques Piccard et le lieutenant américain de la Navy Don Walsh avaient réussi une plongée en bathyscaphe à 10 916 mètres de profondeur.
Lors de l'expédition Deepsea Challenge, le réalisateur d'Abyss y a passé plusieurs heures, réalisant des prises d'échantillons et ramenant des images destinés à mieux connaître et comprendre cette zone largement inconnue de la planète.
Cameron a joué dans le documentaire Atlantis Rising de 2017, avec son collaborateur Simcha Jacobovici. Ils partent à l'aventure pour explorer l'existence de l'Atlantide. L'émission a été diffusée le 29 janvier 2018 sur National Geographic. Ensuite, Cameron a produit et est apparu dans un documentaire sur l'histoire de la science-fiction: Story of Science Fiction of James Cameron, la série de six épisodes a été diffusée sur AMC en 2018. La série présentait des entretiens avec des invités dont Ridley Scott, Steven Spielberg, George Lucas et Christopher Nolan. Il a déclaré : « Sans Jules Verne et H. G. Wells, il n'y aurait pas eu Ray Bradbury ou Robert A. Heinlein, et sans eux, il n'y aurait pas [George] Lucas, [Steven] Spielberg, Ridley Scott ou moi ».

### Depuis 2013: les suites d'Avatar
En août 2013, Cameron a annoncé son intention de réaliser simultanément trois suites pour Avatar, dont les sorties sont originellement prévues en décembre 2016, 2017 et 2018. Cependant, les dates de sortie ont été ajustées en raison des autres priorités de Cameron : Avatar 3, 4 et 5 devant sortir respectivement le 20 décembre 2024, le 18 décembre 2026 et le 22 décembre 2028. Encore une fois, en juin 2023, le producteur Jon Landeau annonce que des modifications sont apportées et que les nouvelles dates sont fixées au 19 décembre 2025, 21 décembre 2029 et 19 décembre 2031. Deadline Hollywood a estimé que le budget de ces projets s'élèverait à plus d'un milliard de dollars. Avatar 2 (plus tard sous-titré La Voie de l'eau) et Avatar 3 (plus tard sous-titré Fire and Ash) ont commencé leur production simultanée à Manhattan Beach, en Californie, le 15 août 2017. Le tournage principal a commencé en Nouvelle-Zélande le 25 septembre 2017. Certaines parties d'Avatar 4 ont également été filmées pendant cette période. Cameron a déclaré dans une interview en 2017 : « Soyons réalistes, si Avatar 2 et 3 ne rapportent pas assez d'argent, il n'y aura pas de 4 et 5 ».
Avatar : La Voie de l'Eau a eu sa première mondiale à Londres le 6 décembre 2022. Il est devenu le film le plus rentable sorti en 2022 et, en 2023, il s'agissait du troisième film le plus rentable de tous les temps, derrière le premier opus et Avengers: Endgame, et juste devant Titanic.

#### Projets parallèles àAvatar
Alita: Battle Angel sort en 2019, après avoir été en développement parallèle avec Avatar : La Voie de l'eau. Écrit par Cameron et son ami Jon Landau, le film a été réalisé par Robert Rodriguez et produit par Cameron. Le film est basé sur une série de mangas japonais des années 1990, Gunnm, mettant en scène un cyborg qui ne se souvient de rien de sa vie passée et tente de découvrir la vérité. Produit avec des techniques et une technologie similaires à celles d'Avatar, le film met en vedette Rosa Salazar, Christoph Waltz, Jennifer Connelly, Mahershala Ali, Ed Skrein, Jackie Earle Haley et Keean Johnson. Le film sort le 31 janvier 2019, reçoit des critiques généralement positives et remporte près de 404 millions de dollars (équivalent à 474 900 000 $ en 2023) au box-office mondial. Dans sa critique, Monica Castillo de RogerEbert.com le désigne comme « un saut impressionnant pour [Rodriguez] » et « une aubaine visuelle », malgré le « script volumineux ».

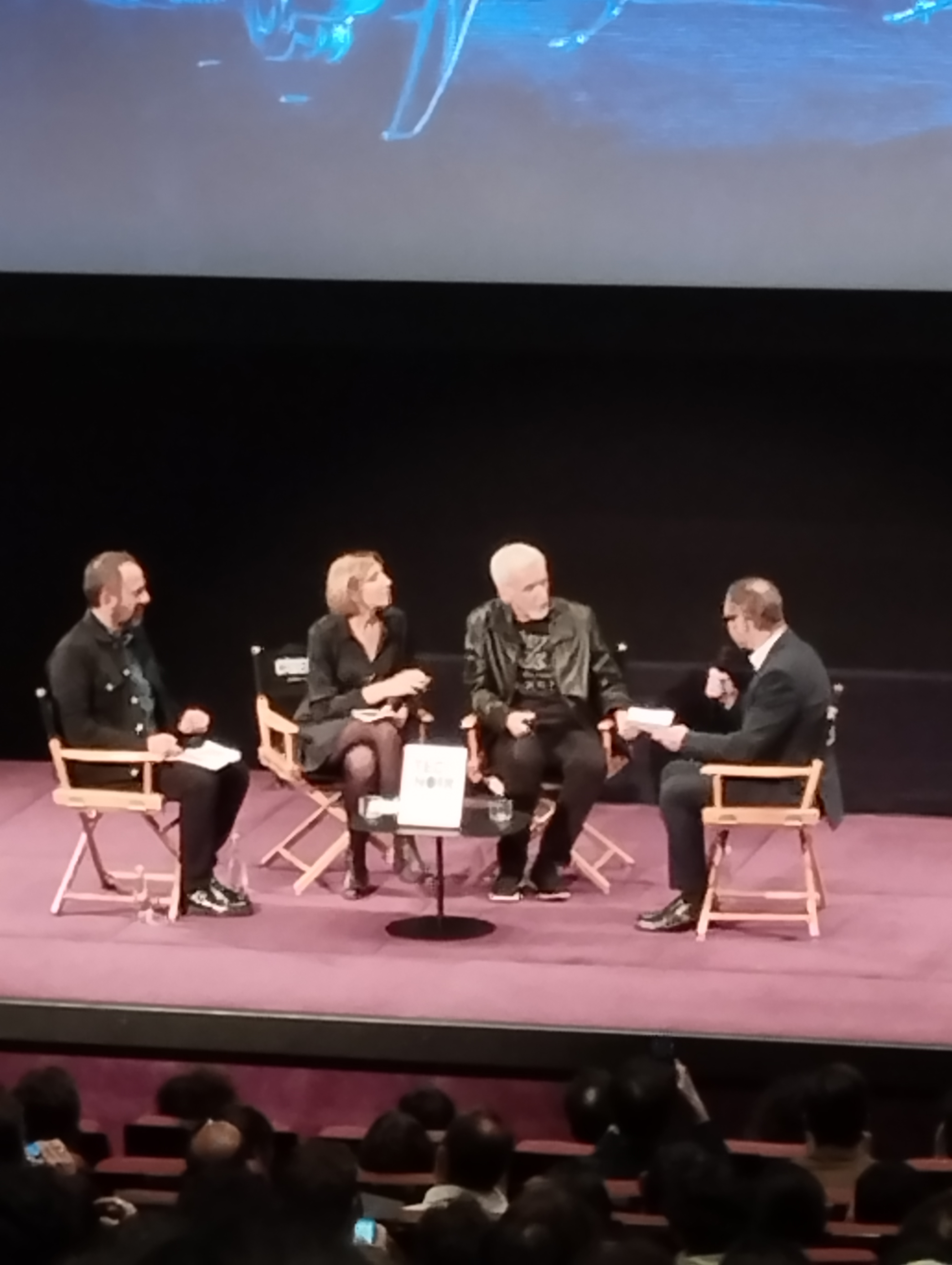
Matthieu Orléan, une traductrice, James Cameron et Bernard Benoliel lors de la masterclass du réalisateur à la Cinémathèque française, le 4 avril 2024.

La même année, Cameron revient à la franchise Terminator en tant que producteur et scénariste pour Terminator: Dark Fate de Tim Miller, sorti le 1er novembre 2019. En 2024, il annonce qu’il travaille sur un projet Terminator totalement confidentiel. Cette déclaration fait suite à celle de 2023, où il avait révélé travailler sur une nouvelle histoire qui se concentrerait davantage sur l'IA que sur les robots.

#### Hommage
Du 4 avril 2024 au 5 janvier 2025, la Cinémathèque française, à Paris, rend hommage à James Cameron en lui consacrant l'exposition temporaire « L'Art de James Cameron », présentant de nombreux éléments de tournage ou objets ayant appartenu au cinéaste. Celui-ci assure par ailleurs une masterclass dans la salle Henri Langlois de ce même établissement après une projection de Terminator le soir même de l'ouverture de l'exposition, après en avoir, la veille, animé le vernissage aux côtés de Sigourney Weaver. La discussion est animée dans un premier temps par Bernard Benoliel, directeur de l'action culturelle à la Cinémathèque, et par Matthieu Orléan, collaborateur artistique de l'établissement, puis par la réalisatrice Alice Winocour dont elle revendique l'influence sur sa filmographie. D'une durée d'une heure, elle revient principalement sur les collaborations entre Cameron, Arnold Schwarzenegger et Sigourney Weaver, sur sa vision de la technologie et notamment de l'arrivée progressive des intelligences artificielles, et sur ses rêves, qu'il considère comme ses principales sources d'inspiration.

### Vie privée

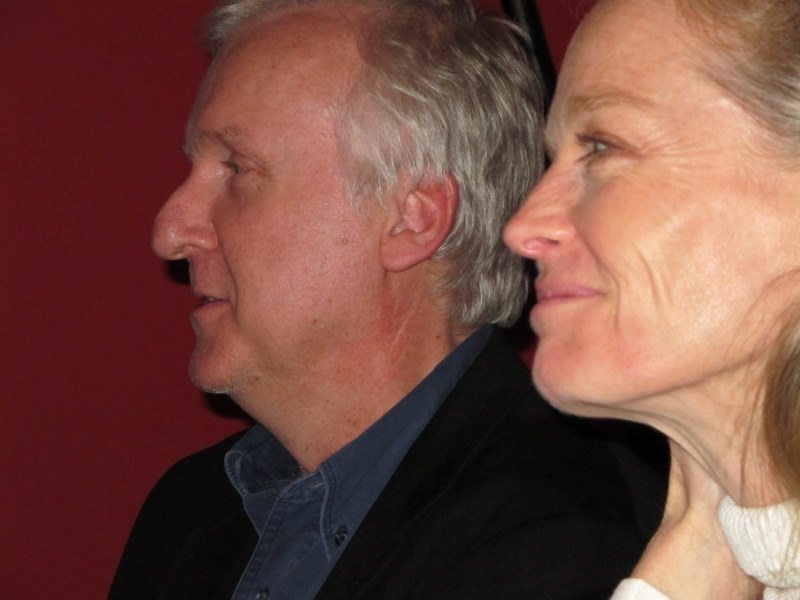
James Cameron et Suzy Amis en 2010.

#### Couple
- Marié le 14 février 1978 avec Sharon Williams, dont il divorce en 1984.
- Marié en 1985 avec la productrice Gale Anne Hurd, dont il divorce en 1989.
- Marié le 17 août 1989 avec la réalisatrice Kathryn Bigelow, dont il divorce en 1991.
- Marié le 26 juillet 1997 avec l'actrice Linda Hamilton, avec laquelle il a une fille et dont il divorce en 1999.
- Marié le 4 juin 2000 avec l'actrice Suzy Amis, avec laquelle il a trois enfants.

## Collaborateurs récurrents
| Acteur/Producteur/Scénariste | Piranha 2 (1981) | Terminator (1984) | Aliens, le retour (1986) | Abyss (1989) | Terminator 2 (1991) | True Lies (1994) | Titanic (1997) | Avatar (2009) | Avatar : La Voie de l'eau (2022) |
| ---------------------------- | ---------------- | ----------------- | ------------------------ | ------------ | ------------------- | ---------------- | -------------- | ------------- | -------------------------------- |
| Michael Biehn                |                  |                   |                          |              | (non crédité)       |                  |                |               |                                  |
| Bill Paxton                  |                  |                   |                          |              |                     |                  |                |               |                                  |
| Stephanie Austin             |                  |                   |                          |              |                     |                  |                |               |                                  |
| Linda Hamilton               |                  |                   |                          |              |                     |                  |                |               |                                  |
| Lance Henriksen              |                  |                   |                          |              |                     |                  |                |               |                                  |
| William Wisher Jr.           |                  |                   |                          |              |                     |                  |                |               |                                  |
| Jenette Goldstein            |                  |                   |                          |              |                     |                  |                |               |                                  |
| Zoë Saldana                  |                  |                   |                          |              |                     |                  |                |               |                                  |
| Arnold Schwarzenegger        |                  |                   |                          |              |                     |                  |                |               |                                  |
| Sigourney Weaver             |                  |                   |                          |              |                     |                  |                |               |                                  |
| Sam Worthington              |                  |                   |                          |              |                     |                  |                |               |                                  |
| Earl Boen                    |                  |                   |                          |              |                     |                  |                |               |                                  |
| Gale Anne Hurd               |                  |                   |                          |              |                     |                  |                |               |                                  |
| Kate Winslet                 |                  |                   |                          |              |                     |                  |                |               |                                  |

## Filmographie

### Cinéma

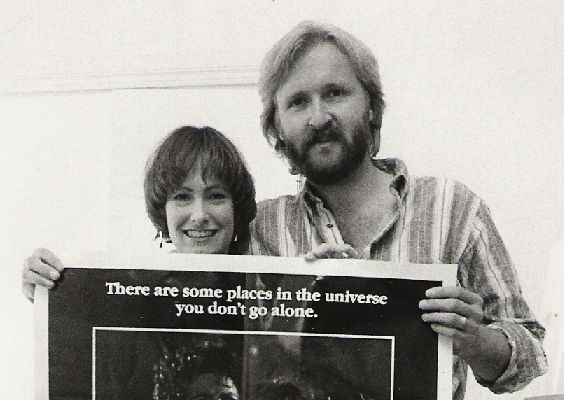
James Cameron et Gale Anne Hurd tenant une affiche du film Aliens, le retour en 1986.

| Année | Films                                  | Profession(s) | Profession(s) | Profession(s) | Profession(s)                    |
| Année | Films                                  | Réalisateur   | Scénariste    | Producteur    | Autre                            |
| ----- | -------------------------------------- | ------------- | ------------- | ------------- | -------------------------------- |
| 1978  | Xenogenesis (court métrage)            |               |               |               | Effets spéciaux                  |
| 1980  | Les Mercenaires de l'espace            |               |               |               | Directeur artistique             |
| 1981  | New York 1997                          |               |               |               | Effets spéciaux                  |
| 1981  | La Galaxie de la terreur               |               |               |               | Chef décorateur                  |
| 1981  | Piranha 2 : Les Tueurs volants         |               |               |               |                                  |
| 1984  | Terminator                             |               |               |               |                                  |
| 1985  | Rambo 2 : La Mission                   |               |               |               |                                  |
| 1986  | Aliens, le retour                      |               |               |               |                                  |
| 1989  | Abyss                                  |               |               |               |                                  |
| 1991  | Point Break                            |               |               |               |                                  |
| 1991  | Terminator 2 : Le Jugement dernier     |               |               |               |                                  |
| 1994  | True Lies                              |               |               |               |                                  |
| 1995  | Strange Days                           |               |               |               |                                  |
| 1997  | Titanic                                |               |               |               | Monteur                          |
| 1999  | La Muse                                |               |               |               | Caméo                            |
| 2001  | Rouge à lèvres et arme à feu           |               |               |               | Figurant                         |
| 2002  | Solaris                                |               |               |               |                                  |
| 2003  | Les Fantômes du Titanic (documentaire) |               |               |               |                                  |
| 2003  | Volcans des abysses (documentaire)     |               |               |               |                                  |
| 2005  | Aliens of the Deep (documentaire)      |               |               |               | Directeur de la photographie     |
| 2009  | Avatar                                 |               |               |               | Monteur                          |
| 2011  | Sanctum                                |               |               |               |                                  |
| 2019  | Alita: Battle Angel                    |               |               |               |                                  |
| 2019  | Terminator: Dark Fate                  |               |               |               | Également coauteur de l'histoire |
| 2022  | Avatar : La Voie de l'eau              |               |               |               |                                  |
|       |                                        |               |               |               |                                  |
| 2025  | Avatar : De Feu et de Cendres          |               |               |               |                                  |
| 2029  | Avatar 4                               |               |               |               | Également coauteur de l'histoire |
| 2031  | Avatar 5                               |               |               |               | Également coauteur de l'histoire |

### Télévision

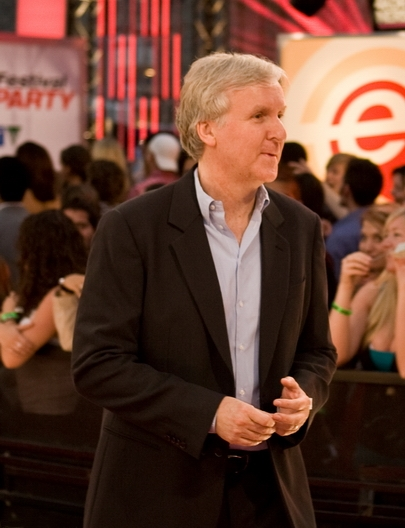
James Cameron en 2008.

| Année | Titre                                         | Profession(s)           |
| ----- | --------------------------------------------- | ----------------------- |
| 1998  | Dingue de toi                                 | Acteur                  |
| 2000  | Dark Angel                                    | Producteur exécutif     |
| 2001  | The Alien Saga                                | Interview               |
| 2002  | Expedition: Bismarck                          | Réalisateur, producteur |
| 2005  | Entourage : épisode "Le festival de Sundance" | Acteur                  |
| 2005  | Entourage : épisode "Bar Mitzvah"             | Acteur                  |
| 2005  | Entourage: épisode "L'abysse"                 | Acteur                  |
| 2006  | The Exodus Decoded (en)                       | Producteur exécutif     |
| 2006  | Entourage: "Supermaman"                       | Acteur                  |
| 2007  | Le Tombeau de Jésus                           | Producteur exécutif     |
| 2014- | Years of Living Dangerously (en)              | Producteur exécutif     |
| 2023  | True Lies                                     | Producteur délégué      |

## Distinctions

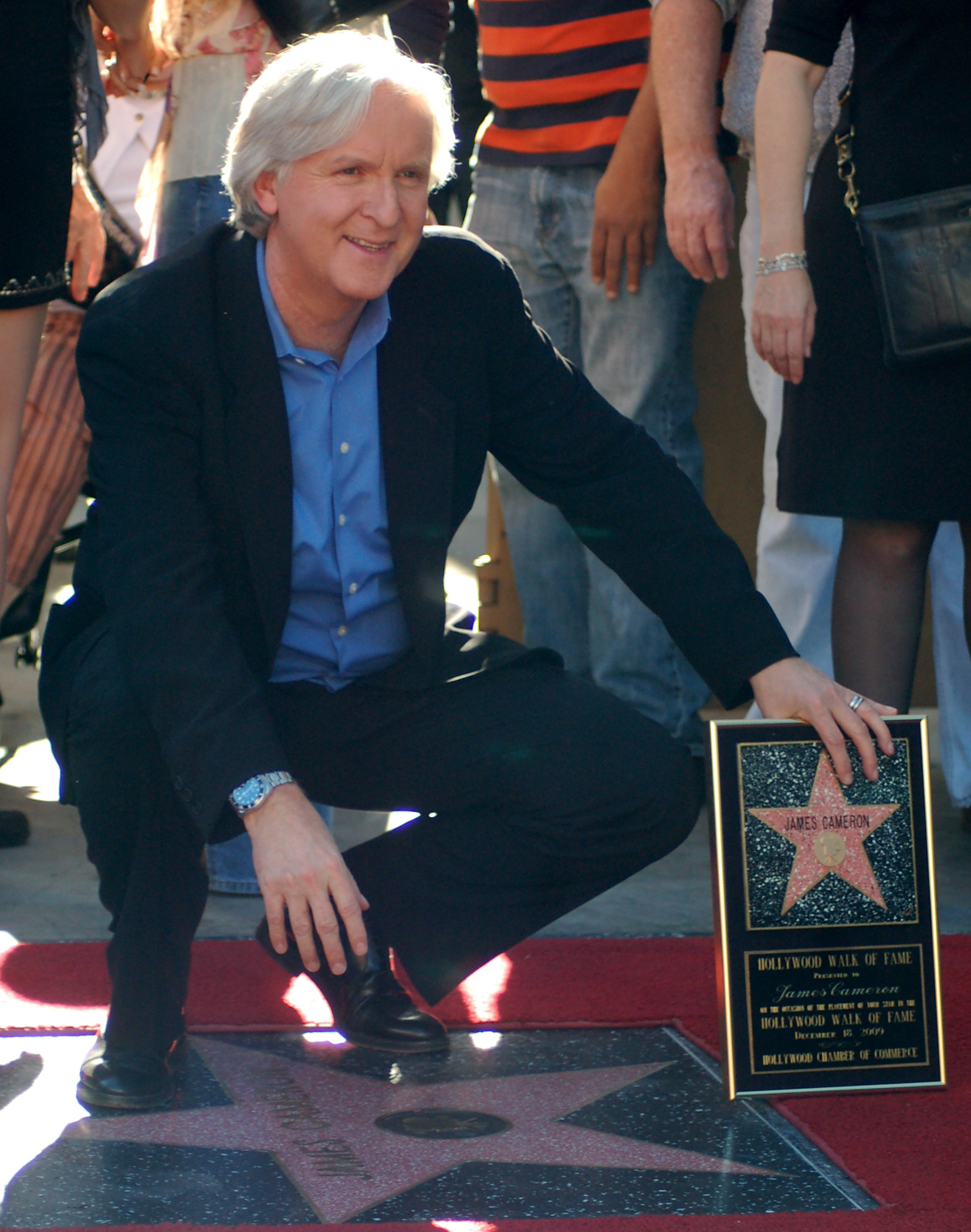
James Cameron lors de la réception de son étoile sur le Hollywood Walk of Fame, en décembre 2009.

### Récompenses
- Festival d'Avoriaz 1985 : Grand prix pour Terminator
- Oscars 1998 :
  - Meilleur film pour Titanic
  - Meilleur réalisateur pour Titanic
  - Meilleur montage pour Titanic, avec Conrad Buff et Richard A. Harris.
- Golden Globes 1998 :
  - Meilleur film dramatique pour Titanic
  - Meilleur réalisateur pour Titanic
- Golden Globes 2010 :
  - Meilleur film dramatique pour Avatar
  - Meilleur réalisateur pour Avatar

### Nominations
- Golden Globes 1998 : Meilleur scénario pour Titanic
- BAFA 1998 :
  - Meilleur film pour Titanic, avec le producteur Jon Landau
  - Meilleur montage pour Titanic, avec Conrad Buff et Richard A. Harris
  - Meilleure réalisation pour Titanic
- Writers Guild of America 1998 : meilleur scénario original pour Titanic
- César 1999 : Meilleur film étranger pour Titanic
- César 2010 : Meilleur film étranger pour Avatar
- Oscars 2010 :
  - Meilleur réalisateur pour Avatar
  - Meilleur film pour Avatar
- Golden Globes 2023 : 
  - Meilleur film dramatique pour Avatar : La Voie de l'eau
  - Meilleure réalisation Avatar : La Voie de l'eau

### Décorations
- Compagnon de l'ordre du Canada Il est fait compagnon le 28 décembre 2019[21]
- Officier de la Légion d'honneur (promotion du second semestre de 2024, décret du 4 février 2025)[22]

## Box-office
| Film                                       | Budget        | États-Unis Canada | France             | Mondial         |
| ------------------------------------------ | ------------- | ----------------- | ------------------ | --------------- |
| Piranha 2 : Les Tueurs volants (1982),     | 145 800 $     | NC                | 500 035 entrées    | NC              |
| Terminator (1984),                         | 6 400 000 $   | 38 371 200 $      | 3 055 355 entrées  | 78 371 200 $    |
| Aliens, le retour (1986),                  | NC            | 85 160 248 $      | 1 720 593 entrées  | 131 060 248 $   |
| Abyss (1989),                              | NC            | 54 461 047 $      | 1 990 271 entrées  | 90 000 098 $    |
| Terminator 2 : Le Jugement dernier (1991), | 102 000 000 $ | 205 881 154 $     | 6 118 250 entrées  | 520 881 154 $   |
| True Lies (1994),                          | 115 000 000 $ | 146 282 411 $     | 1 891 086 entrées  | 378 882 411 $   |
| Titanic (1997),                            | 200 000 000 $ | 674 292 608 $     | 22 294 960 entrées | 2 264 162 353 $ |
| Les Fantômes du Titanic (2003),            | NC            | 17 040 871 $      | 35 605 entrées     | 27 570 076 $    |
| Aliens of the Deep (2005),                 | NC            | 8 968 684 $       | 3 467 entrées      | 12 775 590 $    |
| Avatar (2009),                             | 237 000 000 $ | 785 221 649 $     | 15 340 969 entrées | 2 923 706 026 $ |
| Avatar : La Voie de l'eau (2022),          | NC            | 683 648 725 $     | 14 000 067 entrées | 2 318 325 624 $ |
| Total                                      | 660 400 000 $ | 2 699 328 597 $   | 66 950 658 entrées | 8 745 734 780 $ |

## Activisme environnemental
Depuis 2009, il soutient publiquement le chef Raoni dans sa lutte contre le Barrage de Belo Monte.
Lui et ses enfants sont devenus végétaliens en 2012 pour des questions environnementales. Il a ouvert son propre restaurant végane en Nouvelle-Zélande. Il a aussi investi dans une usine de transformation de protéines oléagineuses à Vanscoy (en), en Saskatchewan. Le film documentaire The Game Changers, dont il est le producteur, sorti en 2018, contribue à lutter contre les préjugés anti-véganes en mettant à l'honneur de grands athlètes véganes.

## Anecdotes
- Ses films se caractérisent souvent par des personnages principaux féminins forts : Sarah Connor dans Terminator, Ellen Ripley dans Aliens, le retour, Lindsey Brigman dans Abyss, Helen Tasker dans True Lies, Rose Dewitt Bukater dans Titanic, Neytiri la princesse de Avatar ou Max Guevera, l'héroïne de sa série TV Dark Angel, ou bien encore Alita, héroïne du film Alita: Battle Angel.
- James Cameron raconte qu'il fut remarqué par des producteurs alors qu'il officiait comme réalisateur de deuxième équipe sur La Galaxie de la terreur. Il devait tourner ce jour-là des gros plans de vers grouillant dans un bras démembré et avait pour cela attaché un câble électrique sur ce faux bras. Un assistant devait brancher le câble lorsqu'il criait « Action ! », afin que les vers se mettent à remuer. Les producteurs furent tellement stupéfaits qu'il arrive à faire jouer des vers, qu'ils lui offrirent ensuite de passer à la mise en scène[2].
- N'étant pas membre de la guilde américaine des monteurs, il ne reçut pas de crédits pour son travail sur le montage de Strange Days. Ayant effectué les démarches nécessaires avant le tournage de Titanic, il a reçu un crédit pour le montage de celui-ci.
- Salaire pour Titanic : 600 000 dollars comme scénariste, 8 millions de dollars comme réalisateur, plus un intéressement sur les recettes, soit 115 millions de dollars[51].
- Kate Winslet a déclaré que James Cameron est l'artiste qui l'a dessinée nue pour les besoins de Titanic. C'est aussi sa main que l'on voit dans les gros plans.
- Il a écrit un scénario intitulé A Crowded Room (Une Pièce Bondée) qui fait partie des scénarios n'ayant jamais été produits les plus connus[2].
- Il a déclaré[Où ?] [Quand ?] qu'il serait judicieux que le prix des tickets de cinéma soit proportionnel au budget du film projeté (autrement dit une place pour voir un petit film indépendant filmé en DV serait vendue moins cher que pour un blockbuster tel qu'il les réalise).
- Il a convaincu la NASA de le laisser embarquer une caméra sur Curiosity, robot envoyé sur Mars en 2011[52].
- James Cameron possède une collection de sous-marins. Il a d'ailleurs proposé de les prêter aux équipes de nettoyage mobilisées aux États-Unis lors de la marée noire provoquée par l'explosion d'une plate-forme pétrolière de BP dans le golfe du Mexique le 20 avril 2010[53].
- Son « duel » avec son ex-compagne Kathryn Bigelow, lors de la cérémonie des Oscars 2010, suscita l'intérêt des médias. Les deux ex-époux étant tous les deux nommés pour remporter l'Oscar du meilleur film et l'Oscar du meilleur réalisateur, Kathryn Bigelow empocha les 2 prestigieuses récompenses pour Démineurs face à Avatar de Cameron. Cela suscita la colère de l'actrice Sigourney Weaver, ayant joué dans Avatar. Cette dernière affirma notamment qu'elle ne considérait pas Bigelow comme une très bonne réalisatrice.